# Gold Edition
Gold Edition — збірка англійської групи Emerson, Lake & Palmer, яка була випущена у 2007 році.

## Композиції
1. Take A Pebble
2. Lucky Man
3. Tarkus
4. Nutrocker
5. Hoedown
6. Trilogy
7. Still...You Turn Me On
8. Jerusalem
9. Pirates
10. Tiger In A Spotlight
11. All I Want Is You
12. The Gambler
13. Pictures At An Exhibition
14. Black Moon
15. Better Days
16. Romeo And Juliet
17. Daddy
18. Karn Evil 9 2ND (Impression PT 2)
19. Touch And Go

## Учасники запису
- Кіт Емерсон — орган, синтезатор, фортепіано, челеста, клавішні, орган Гаммонда, синтезатор Муґа
- Ґреґ Лейк — акустична гітара, бас-гітара, електрогітара, вокал
- Карл Палмер — перкусія, ударні